# أمبوك مالاباري
أمبوك مالاباري (الاسم العلمي:Ompok malabaricus) (بالإنجليزية: Goan catfish)‏ هو نوع من الأسماك يتبع جنس الأمبوك من فصيلة السلوريات.